# Goya (Oper)
Goya ist eine Oper von Gian Carlo Menotti (1911–2007). Das Libretto wurde vom Komponisten verfasst. 
Die Oper, die das Leben des berühmten spanischen Malers Francisco de Goya zur Grundlage hat, entstand als Auftragswerk des spanischen Tenors Plácido Domingo, der Menotti 1977 dazu anregte. Sie wurde 1986 in Washington, D.C. uraufgeführt und für eine Aufführungsserie im Sommer 2004 in Wien den veränderten stimmlichen Möglichkeiten Domingos angepasst.

## Handlung

### Erster Akt

#### Erstes Bild
Als junger Mann in Madrid verliebt er sich in einer Taverne in ein Zimmermädchen. Er nimmt den Mund voll und behauptet, er werde in kurzer Zeit der größte Maler Spaniens sein. 

#### Zweites Bild
Am darauffolgenden Tag lässt sie sich von ihm malen und er stellt fest, dass sie eigentlich die Herzogin von Alba ist, eine der angesehensten Adeligen Spaniens. Er himmelt sie an und verliebt sich in sie.

### Zweiter Akt
Nachdem die Herzogin von Alba Goya zur Gänze für sich eingenommen hat, ist der König voll Neid und da die Herzogin die Königin zusätzlich ärgert, indem ihre sechs Zimmermädchen bei einem Ball ein Duplikat des Kleids der Königin anhaben, überredet der Premierminister Godoy den Maler, sich dem König solidarisch zu zeigen und sich dem Herrscher treu zu ergeben. Goya lässt sich überreden und so verlässt ihn die Herzogin wegen seiner Nachgiebigkeit. Goya erkennt nun, dass er Opfer des Machtkampfes zwischen der Königin und der Herzogin wurde, er verliert sein Gehör und zieht sich zurück.

### Dritter Akt

#### Erstes Bild
Nachdem die Königin Alba vergiften lassen hat, liegt diese im Sterben und will Goya ein letztes Mal sehen. Er kann nicht rechtzeitig kommen und nach ihrem Tod glaubt er, er habe nicht richtig gelebt, da er nichts gegen die Missstände in der Gesellschaft getan und nur seine Bilder gemalt habe.

#### Zweites Bild
Alleingelassen und taub lebt Goya an seinem Lebensende in Bordeaux. Ihm kommt vor, er habe sein Leben nicht richtig gelebt. Um diese Zweifel auszuräumen, erinnert er sich an die wichtigsten Szenen seines Lebens. Alba erscheint ihm im letzten Augenblick, sie sagt ihm, sein Leben und seine Bilder haben einem höheren Zweck genützt. Goya verstirbt.

## Interpreten der Uraufführung
| Figur                                                            | Stimmlage               | Uraufführung (15.11.1986) |
| ---------------------------------------------------------------- | ----------------------- | ------------------------- |
| König Karl IV.                                                   | Tenor                   | Howard Bender             |
| Königin Maria Luisa, seine Frau                                  | Sopran                  | Karen Huffstodt           |
| Don Manuel Godoy, erster Minister                                | Bass                    | Stephen Dupont            |
| Cayetana, Herzogin von Alba                                      | Mezzosopran             | Victoria Vergara          |
| Goya, Maler                                                      | Tenor                   | Plácido Domingo           |
| Martín Zapater, dessen Freund                                    | Bariton                 | Louis Otey                |
| Leocadia, Tavernensängerin, Goyas Geliebte                       | Mezzosopran             | Suzanna Guzmán            |
| Zofe der Königin                                                 | Mezzosopran             | Marcia B. Plait           |
| Wirt                                                             | Bass                    | David Brundage            |
| Hofmeister                                                       | Bariton                 | Richard Turner            |
| Höflinge und Hofdamen, Wachen, Mönche, Gäste, Dienerschaft, Volk |                         |                           |
| Dirigent:                                                        | Dirigent:               | Rafael Frühbeck de Burgos |
| Regie:                                                           | Regie:                  | Gian Carlo Menotti        |
| Choreografie:                                                    | Choreografie:           | Baayark Lee               |
| Bühnenbild und Kostüme:                                          | Bühnenbild und Kostüme: | Pasquale Grossi           |

## Instrumentierung
Piccoloflöte, zwei große Flöten, zwei Oboen, Englischhorn, zwei Klarinetten in b, Bassklarinette, zwei Fagotte, vier Hörner in F, drei Trompeten in C, zwei Trompeten in C hinter der Bühne, zwei Posaunen, Bassposaune, Pauken, Schlagzeug, Klavier, Harfe, Streicher